# Українці (книга, 1959)
«Українці. Історико-етнографічна монографія» — двотомна монографія науковців Інституту мистецтвознавства, фольклористики та етнології (ІМФЕ), Інститутів історії та літератури АН УРСР, а також Державного музею етнографії та художнього промислу АН УРСР у Львові.

## Історія створення та знищення

### Ідеологічне підґрунтя започаткування роботи
1954 року в СРСР широко відзначалося 300-річчя так званого «возз'єднання України з Росією». У зв'язку із цим ЦК КПРС було прийняте відповідне рішення по створенню ідеологічного обґрунтування «возз'єднання» руками науковців Української РСР.

### Робота над монографією
За свідченням Дмитра Шлапака монографія готувалася з ініціативи та під орудою Максима Рильського та Костя Гуслистого. За мету монографії бралося дослідження матеріальної та духовної культури, побуту українського народу, висвітлення питань етногенезу українців та історико-культурної спільності з російським та білоруським народами.
Підготовка історико-етнографічної монографії «Українці» із серії «Народи світу» (розділ «Слов'янські народи СРСР») була одним з найбільших наукових проектів ІМФЕ АН УРСР, починаючи від 1954 року.
У лютому 1954 року у Львові була проведена республіканська етнографічна нарада, скликана Президією АН УРСР, що пройшла за участі фахівців із Москви, Ленінграда, Мінська, Тбілісі, Кишинева, Риги, Казані. Представником Інституту етнографії АН СРСР чл.-кор. АН СРСР С. П. Толстовим було вказано на необхідність активної участі українських етнографів і фольклористів у підготовці етнографічних атласів та розділу «Українці» для багатотомного видання «Народи світу», що й було зазначено у резолюції наради.
За рішенням Президії АН УРСР (постанова від 10 липня 1954 року) керівництво проектом було доручено К. Г. Гуслистому, на той час кандидату історичних наук. У зв'язку із цим його призначили виконувачем обов'язків заступника директора ІМФЕ по науковій частині з питань фольклору та етнографії та виконувачем обов'язків завідувача відділу етнографії цього ж Інституту, тимчасово звільнивши його від роботи
в Інституті історії АН УРСР. Підготовка тому «Українці» із серії «Народи світу» від 1 вересня 1954 року стала плановою роботою.
До авторського колективу, крім співробітників відділу етнографії ІМФЕ, було залучено працівників інших відділів інституту, Інститутів історії та літератури АН УРСР, а також Українського державного музею етнографії та художнього промислу АН УРСР у Львові.
Видання було заплановане у двох томах. У першому томі передбачалося висвітлення культури та побуту українського народу наприкінці XIX — на початку XX ст. (період капіталізму); у другому — «соціалістичні перетворення після Великої Жовтневої соціалістичної революції».
Від вересня 1954 року було розпочато збирання польового матеріалу до монографії. До роботи залучалися працівники історичних та краєзнавчих музеїв УРСР. Одночасно велась розробка проекту проспекту монографії, що неодноразово розглядався як в ІМФЕ АН УРСР, так і в Інституті етнографії АН СРСР. Він був надрукований накладом у 1500 примірників.
Рукопис першого тому було здано до друку на початку 1958 року. Макет монографії побачив світ 1959 року. До редакційної колегії входили: К. Г. Гуслистий, Ф. Є. Лось, М. Т. Рильський, Г. Ю. Стельмах, С. П. Толстов та ін.
Книга мала великий формат, нараховувала 830 сторінок, була багато ілюстрована картами, портретами видатних діячів України, репродукціями картин, фотографіями зразків одягу, предметів побуту українців. 

Наклад 500 примірників. Голова редакційної колегії М. Т. Рильський, відповідальний секретар К. Г. Гуслистий. Видання отримало і номер Головліту, тобто відповідало вимогам цензури того часу.

### Нищення результатів роботи науковців
Але цей тираж не дійшов до читача, оскільки був визнаний партійною владою невідповідним прийнятим ідеологічним догмам. Книга була заборонена і робота над другим томом припинена.
Видання підготовленої 1964 року двотомної узагальнюючої праці «Українці» було заборонено розповсюджувати.
1964 року у серії «Народи світу. Етнографічні нариси» російською мовою вийшов друком двотомник «Народи Європейської частини СРСР», до першого тому якого був включений розділ «Українці», що з ілюстраціями налічував 207 сторінок (с. 572—779).